# Fritz Bayerlein
Fritz Hermann Michael Bayerlein (Würzburg, 14 gennaio 1899 – Würzburg, 30 gennaio 1970) è stato un generale tedesco comandante di unità corazzate durante la seconda guerra mondiale.

## Biografia
Durante la prima guerra mondiale Bayerlein entrò nella 9ª Divisione di fanteria bavarese combattendo nel 1917 sul fronte occidentale. Venne ferito e decorato con Croce di Ferro quando era nel 4º Reggimento fanteria. Dopo la guerra Bayerlein fu per breve tempo membro di un battaglione di volontari, ma venne trasferito al 45º Reggimento nel maggio 1919. Passò quindi nel 1921 alla scuola ufficiali e fu uno fra coloro che rimasero nell'esercito della Repubblica di Weimar raggiungendo il grado di maggiore.
All'inizio della seconda guerra mondiale, Bayerlein prestò servizio nella Campagna di Polonia come Primo ufficiale di Stato Maggiore del generale Heinz Guderian. Mantenne questa posizione durante l'offensiva a ovest e l'invasione della Francia. Le sue truppe attraversarono la Mosa vicino a Sedan il 14 maggio e avanzarono fino a quando il generale von Kleist ordinò a Guderian di fermarsi.
L'incarico di Bayerlein successivo fu in Nord Africa, nell'Afrika Korps. Nella battaglia di Alam Halfa prese il comando quando il generale Walther Nehring venne ferito, il 30 agosto 1942. In seguito prestò servizio sotto Rommel e von Thoma. Assunse nuovamente il comando quando le truppe inglesi catturarono von Thoma nella seconda battaglia di El Alamein il 4 novembre. Quando Rommel lasciò la Tunisia nel marzo 1943, dopo l'attacco fallito a Medenine (Operazione Capri), Bayerlein fu nominato ufficiale di collegamento sotto il nuovo comandante, Giovanni Messe: in pratica però, Bayerlein agì come meglio credeva, trascurando gli ordini dell'italiano. Durante i combattimenti Bayerlein sviluppò i reumatismi e l'epatite. Fu inviato in Italia in congedo per malattia prima che le truppe italiane in Tunisia si arrendessero il 12 maggio 1943.
Bayerlein fu inviato sul fronte orientale nel mese di ottobre 1943 per guidare la 3ª Divisione Panzer Berlino-Brandeburgo. Ruppe l'accerchiamento sovietico Kropyvnyc'kyj, nonostante gli ordini di Hitler. In seguito fu assegnato al comando della Panzer-Lehr-Division; si trasferì con la sua unità a Budapest per l'addestramento nel marzo 1944. Dopo lo sbarco in Normandia, Bayerlein e le sue truppe furono inviate in Francia per combattere a Caen e subirono pesanti perdite a causa del bombardamento a tappeto di Saint-Lô durante l'Operazione Cobra. In seguito servì sotto il generale Hasso von Manteuffel nell'Offensiva delle Ardenne.
Più tardi ancora assunse il comando del LIII Corpo d'armata. Il 15 aprile 1945 Bayerlein e le sue truppe si arresero alla 7ª Divisione corazzata statunitense nella sacca della Ruhr.
Bayerlein venne rilasciato dalla prigionia il 2 aprile 1947. Dopo la guerra scrisse su argomenti militari e fu coinvolto negli studi storici sulla seconda guerra mondiale. Fu anche consulente tecnico del film di Carl Foreman I cannoni di Navarone. Morì nella sua città natale nel 1970.

## Onorificenze

### Onorificenze tedesche
- Citato due volte nel bollettino della Wehrmacht l'11 gennaio 1944 e il 26 giugno 1944.